# Andrés Ravera
Andrés Ravera war ein uruguayischer Fußballspieler.

## Karriere

### Verein
Mittelfeldakteur Ravera spielte 1920 für den Club Atlético Peñarol in der Primera División. Er kam in jener Saison bei den Montevideanern auf der Position des linken Halb zum Einsatz und war Stammspieler.

### Nationalmannschaft
Ravera war Mitglied der A-Nationalmannschaft Uruguays. Von seinem Debüt am 25. Juli 1920 bis zu seinem letzten Einsatz am 26. September 1920 absolvierte er sechs Länderspiele. Ein Tor erzielte er dabei nicht. Ravera gehörte dem Kader der Celeste bei der Südamerikameisterschaft 1920 in Chile an, bei der Uruguay den Titel gewann. Im Verlaufe des Turniers kam er in drei Begegnungen zum Einsatz. Zudem sicherte er sich mit dem Team im selben Jahr die Copa Gran Premio de Honor Uruguayo.

### Erfolge
- Südamerikameister: 1920
- Copa Gran Premio de Honor Uruguayo: 1920